# Хомер (аэропорт)
Аэропорт Хомер (англ. Homer Airport), (ИАТА: HOM, ИКАО: PAHO, FAA LID: HOM) — государственный гражданский аэропорт, расположенный в четырёх километрах к востоку от центрального делового района города Хомер (Аляска), США.

## Операционная деятельность
Аэропорт Хомер занимает площадь в 421 гектар, расположен на высоте 26 метров над уровнем моря и эксплуатирует одну взлётно-посадочную полосу:
- 3/21 размерами 2042 х 46 метров с асфальтовым покрытием.[1]

В период с 1 января 2005 по 1 января 2006 года Аэропорт Хомер обработал 49 821 операций по взлётам и посадкам самолётов (в среднем 136 операций ежедневно), из которых 46 % пришлись на регулярные коммерческие перевозки, 32 % — на аэротакси, 22 % составили рейсы авиации общего назначения и менее 1 % — рейсы военной авиации. В данный период в аэропорту базировалось 93 самолёта, из них 90 % — однодвигательные, 4 % — многодвигательные, 3 % — вертолёты и 2 % — сверхлёгкие самолёты.
В 2006 году Федеральное управления гражданской авиации США приняло новый генеральный план по расширению и реконструкции Аэропорта Хомер, также включающий в себя и комплекс мер по усилению авиационной безопасности. Согласно данному плану будут введены в действие новые площадки для самолётов, вертолётная площадка, здания для спасательных и пожарных служб, а также другие современные объекты.

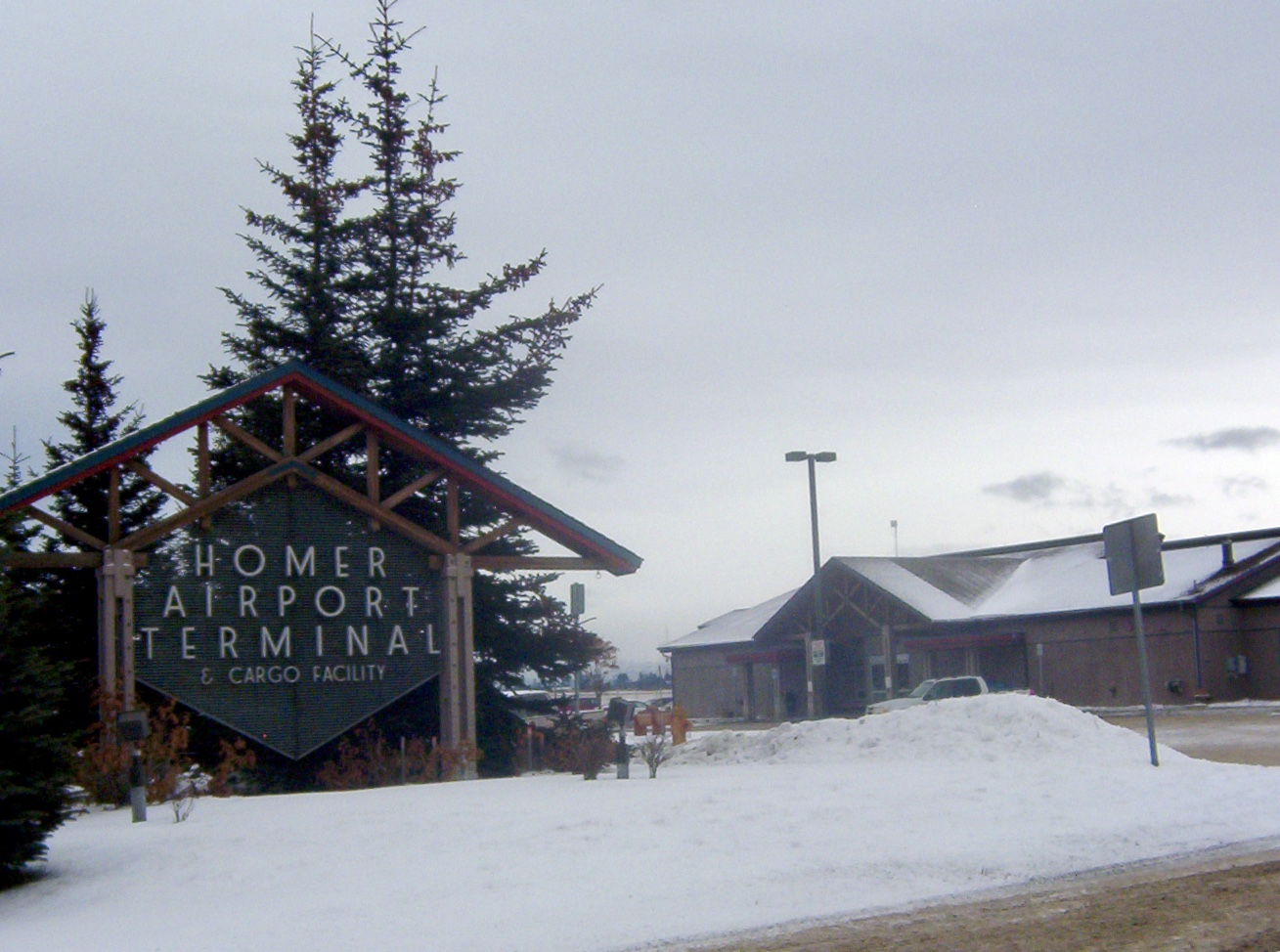
Терминал аэропорта

## Инциденты
В марте 2006 года агенты Службы маршалов США при поддержке местной полиции предприняли попытку задержания Джейсона Карло Андерсона (англ. Jason Karlo Anderson), известного торговца метамфетаминами, сбежавшего от судебного преследования из штата Миннесота. По прибытии в Аэропорт Хомер подозреваемый субъект взял напрокат автомашину в службе проката автомобилей, менеджер которой помог полиции заманить подозреваемого обратно в здание аэропорта.
Сотрудники Службы маршалов по неизвестной причине не были в курсе, что во время планируемой операции по задержанию преступника более ста студентов средней школы Хомер будут проходить регистрацию для посадки в самолёт. По всей видимости, подозреваемый при виде большого скопления людей в здании аэропорта запаниковал, после чего возникла перестрелка на парковочной стоянке аэропорта.
Наркодилер был убит, однако перед этим по официальной версии выстрелом в голову тяжело ранил собственного малолетнего сына. В настоящее время мать ребёнка оспаривает официальный вывод полиции о том, что выстрел произвёл именно Андерсон, и в феврале 2009 года подала судебный иск к Службе маршалов США с требованием компенсации на сумму в 75 миллионов долларов США.